# Сумера (Приморская Шаранта)
Сумера́ (фр. Souméras) — коммуна во Франции, находится в регионе Пуату — Шаранта. Департамент коммуны — Приморская Шаранта. Входит в состав кантона Монтандр. Округ коммуны — Жонзак.
Код INSEE коммуны — 17432.

## Население
Население коммуны на 2010 год составляло 348 человек.
| 1962 | 1968 | 1975 | 1982 | 1990 | 1999 | 2010 |
| ---- | ---- | ---- | ---- | ---- | ---- | ---- |
| 220  | 239  | 238  | 241  | 267  | 279  | 348  |